# Уаирарапа
Уаирарапа (англ. Lake Wairarapa) — озеро в южной части Северного острова в Новой Зеландии.
Является третьим по величине озером Северного острова.
Расположено в 50 км к востоку от Веллингтона. Ближайший город к озеру Фетерстон, находится в пяти километрах от его северного берега. Площадь — 78 км². Средняя глубина — 2,5 м.
Является популярным местом рыбалки и отдыха среди туристов.